# Самсонадзе
«Самсонадзе» — грузинський мультсеріал. Почав виходити на грузинському телебаченні з листопада 2009 року.
Герої анімаційного серіалу — батько Гела, мати Додо, дочка Шорена, син Гія, які живуть з батьками Гели у вигаданому грузинському місті. Вони візуально схожі на героїв славнозвісного американського мультсеріалу «Сімпсони», авторські права на який належить «20th Century Fox».
Автор ідеї проекту і його продюсер Шалва Рамішвілі визнав, що використав ідею американського серіалу, проте у мультфільмі присутній грузинський національний колорит. На думку Рамішвілі серіал виконаний у жанрі соціальної сатири. У мультфільмі зустрічаються жарти на злободенні для Грузії теми — емансипації, вестернізації, конфлікту поколінь тощо.